# Aponogeton
Genre
Classification phylogénétique
Aponogeton est un genre de plantes vivaces aquatiques, type de la famille des Aponogetonaceae.
Certaines d'entre elles sont utilisées comme plante décorative et/ou ont été ou sont encore consommées comme aliment (ex : Aponogeton distachyos).

## Description
Parmi les 47 espèces du genre, Aponogeton distachyos a des racines tubéreuses, des feuilles flottantes, elliptiques allongées, à long pétiole. Les fleurs sont blanches en inflorescence en Y, elles n'ont qu'une ou deux pièces pétaloïdes sur les côtés.

## Répartition
Les plantes de ce genre semblent originaire du sud de l'Afrique, naturalisées pour certaines dans certaines régions d'Europe, dont en Angleterre et en France (subspontanée dans le Finistère et l'Héraut), dans les lacs et jardins aquatiques.

## Usages alimentaires
Selon l'ethnobotaniste François Couplan (2009), la racine et les tubercules, riches en hydrates de carbone, sont comestibles (après cuisson), mais ont un goût de vase. Certaines tribus d’Afrique du Sud les appréciaient et consommaient aussi les pédoncules (cuits) de cette plante. Ces pédoncules peuvent aussi être conservés dans du vinaigre. 
En Asie les tubercules d' Aponogeton monostachyon (parfois utilisé en Europe comme plante décorative) sont également comestibles, cuits. D’autres espèces de ce genre ont un usage alimentaire, en Afrique et Asie.

## Espèces (liste non exhaustive)
- Aponogeton abyssinicus, de l'Afrique de l'est
- Aponogeton afroviolaceus, du Kenya, de Tanzanie, de Zambie et du Zimbabwe
- Aponogeton appendiculatus, d'Inde
- Aponogeton azureus, de Namibie
- Aponogeton bernierianus, de Madagascar
- Aponogeton bogneri, de la République Démocratique du Congo
- Aponogeton boivinianus, de Madagascar
- Aponogeton bruggenii, d'Inde
- Aponogeton bullosus, d'Australie
- Aponogeton capuronii, de Madagascar
- Aponogeton cordatus, de Madagascar
- Aponogeton crispus, de nombreuses sous espèces
- Aponogeton decaryi, de Madagascar
- Aponogeton desertorum, du Centre et du Sud de l'Afrique
- Aponogeton dioecus, de Madagascar
- Aponogeton distachyos L.f., Afrique du Sud
- Aponogeton elongatus, de l'Australie
- Aponogeton fotianus, du Tchad
- Aponogeton hexatepalus, de l'Australie
- Aponogeton jacobsenii, du Sri Lanka
- Aponogeton junceus, du Centre et du Sud de l'Afrique
- Aponogeton lakhonensis, du Cambodge, de Chine, d'Inde et d'Indonésie
- Aponogeton longiplumulosus, do Nord-Ouest de Madagascar
- Aponogeton loriae, de Papouasie-Nouvelle-Guinée
- Aponogeton madagascariensis, de Madagascar, en danger, aussi nommée (A. fenestralis).
- Aponogeton natalensis, du Botswana et d'Afrique du Sud
- Aponogeton natans Engl. & K.Krause, du Sri Lanka et d'Inde
- Aponogeton nudiflorus, d'Éthiopie, de Somalie, du Kenya et de Tanzanie
- Aponogeton queenslandicus, d'Australie
- Aponogeton ranunculiflorus, d'Afrique du Sud
- Aponogeton rehmannii, du Botswana, du Kenya, du Mozambique et de Namibie
- Aponogeton rigidifolius, du Sud-Ouest du Sri Lanka
- Aponogeton robinsonii, du Viêt-Nam
- Aponogeton satarensis, d'Inde
- Aponogeton stuhlmannii, du Kenya, de Namibie, d'Afrique du Sud et de Tanzanie
- Aponogeton subconjugatus, du Cameroun, du Tchad, du Congo et l'Ouest de l'Afrique
- Aponogeton tenuispicatus, de Madagascar
- Aponogeton troupanii, du Tchad, du Centrafrique et de la République Démocratique du Congo
- Aponogeton undulatus, de Madagascar.
- Aponogeton ulvaceus, de Madagascar
- Aponogeton vallisnerioides, de l'Afrique tropicale
- Aponogeton viridis, de Madagascar
- Aponogeton womersleyi, de Papouasie-Nouvelle-Guinée